# Särna
Särna er et byområde i Älvdalens kommun i det nordvestlige Dalarna i Sverige ved Österdalälven, 70 km fra grænsen til Norge. I 2010 havde byen 719 indbyggere. Byen gennemkrydses af riksväg 70 og länsväg 311 (Sälen-Tännäs).

## Historie
Särna hørte tidligere til Norge blev i 1644 besat af 200 bønder fra Mora og Älvdalen under ledelse af Daniel Buskovius, hvorved byen blev svensk. Erhvervelsen blev først bekræftet officielt ved grænsereguleringen i 1751.
Byen havde jernbaneforbindelse med Limedsforsen–Särna Järnväg i årene 1928 til 1972.

## Begivenheder
Hver sommer i uge 29 afholdes Festveckan i Särna med blandt andet marked, tivoli og Särna Watercross (snescooterkonkurrence på Särnasjöns vand).
I løbet af sommeren afholdes ligeledes dans på parken Sågudden.

## Erhvervsliv
I Särna ligger en Coop-butik. Den blev i lang tid drevet af en lokal konsumentförening, Konsum Norra Dalarna. Fra den 1. november 2015 indgår Konsum Norra Dalarna i Coop Mitt. Ved overtagelsen havde foreningen butikker i Älvdalen, Särna og Idre.
Kopparbergs enskilda bank åbnede en filial i Särna i slutningen af 1903. Den 1. april 1906 åbnede også Kopparbergs läns sparbank en filial i Särna. Länssparbanken Dalarnas filial i Särna blev nedlagt i 1977, mens Kopparbergs enskilda bank senere blev opkøbt af Göteborgs bank. Götabanken i Särna fortsatte ind i 1980'erne og det var i en periode bankens nordligste filial. Begge bankfilialer er senere blevet nedlagt.

## Galleri
- Våben
- Särna, 1936.
- Nya kyrka, 2012.
- Gammelkyrka, 2012.